# Ри, Джозеф
Джо́зеф (Джо) Ри (англ. Joseph «Joe» Rea; род. 2 августа 1958, Ванкувер, Британская Колумбия) — канадский кёрлингист и тренер по кёрлингу.
Под его тренерским руководством сборная Канады по кёрлингу на колясках выиграла золотые медали на зимних Паралимпийских играх 2006, зимних Паралимпийских играх 2010 и зимних Паралимпийских играх 2014, а также на нескольких чемпионатах мира.
Начал заниматься кёрлингом в 14 лет и играл на уровне провинции и страны около 20 лет, после чего в конце 1980-х перешёл на тренерскую работу.
За достижения в тренерской работе шесть раз получил высшую тренерскую награду в Канаде — Petro-Canada Coaching Excellence Award.

## Результаты как тренера национальных сборных
| Год  | Турнир                                      | Команда              | Место |
| ---- | ------------------------------------------- | -------------------- | ----- |
| 2005 | Чемпионат мира по кёрлингу на колясках 2005 | Канада (на колясках) | 6     |
| 2006 | Зимние Паралимпийские игры 2006             | Канада (на колясках) | 1     |
| 2007 | Чемпионат мира по кёрлингу на колясках 2007 | Канада (на колясках) | 4     |
| 2008 | Чемпионат мира по кёрлингу на колясках 2008 | Канада (на колясках) | 4     |
| 2009 | Чемпионат мира по кёрлингу на колясках 2009 | Канада (на колясках) | 1     |
| 2010 | Зимние Паралимпийские игры 2010             | Канада (на колясках) | 1     |
| 2011 | Чемпионат мира по кёрлингу на колясках 2011 | Канада (на колясках) | 1     |
| 2012 | Чемпионат мира по кёрлингу на колясках 2012 | Канада (на колясках) | 7     |
| 2013 | Чемпионат мира по кёрлингу на колясках 2013 | Канада (на колясках) | 1     |
| 2014 | Зимние Паралимпийские игры 2014             | Канада (на колясках) | 1     |
| 2015 | Чемпионат мира по кёрлингу на колясках 2015 | Канада (на колясках) | 6     |